# Chaerophyllum vernum
Chaerophyllum vernum är en flockblommig växtart som beskrevs av Constantine Samuel Rafinesque. Chaerophyllum vernum ingår i släktet rotkörvlar, och familjen flockblommiga växter. Inga underarter finns listade i Catalogue of Life.